# Селякино
Селя́кино — село в Арзамасском районе Нижегородской области. Входит в Балахонихинский сельсовет.

## География
Село находится в 27 км к северо-западу от Арзамаса и в 104 км к юго-западу от Нижнего Новгорода. Абсолютная высота над уровнем моря — 156 м..

### Часовой пояс
Селякино находится в часовой зоне МСК (московское время). Смещение применяемого времени относительно UTC составляет +3:00.

## Население
| 1999 | 2002 | 2010 |
| ---- | ---- | ---- |
| 110  | ↘80  | ↘42  |

Национальный состав
Согласно результатам переписи 2002 года, в национальной структуре населения русские составляли  100% из 80 человек.

## Достопримечательности
Памятник градостроительства и архитектуры – Церковь Троицы Живоначальной, 1838 года постройки.